# Teóricos de la Liga
Se denomina teóricos de la Liga a los componentes de la Santa Liga de París, de gran importancia durante las Guerras de religión de Francia en el siglo XVI. Tras la "Matanza de San Bartolomé", durante la boda de Margarita de Valois, los calvinistas hugonotes habían sido revolucionarios y estaban en contra del rey, pero con el asesinato en 1589 de Enrique III de Francia, Enrique IV de Navarra (calvinista) llegará al poder, y los hugonotes se convertirán en legitimistas. En este momento los católicos, como los teóricos de la Liga, pasarán a convertirse en los rebeldes y clamarán el derecho de rebelión contra la tiranía del monarca calvinista.

## Derecho de Rebelión
La Liga Católica ante esta situación decidió que nadie que no fuera católico podría ascender al trono y, si se diera este caso, los franceses deberían rebelarse contra el rey legítimo. Esta idea se verá en los libros de los teóricos católicos.

### El Justo repudio de Enrique III
El Justo repudio de Enrique III fue escrito en 1589 por Jean Boucher. Este libro nos habla de la prohibición de Enrique IV de Navarra para ser heredero de Enrique III pero destaca por decir que el pueblo tiene el derecho a cambiar de rey cuando este vaya en contra de los intereses del pueblo y de la Iglesia. Así, sería el pueblo es el que elegiría el rey y no la herencia, ya que los católicos mantenían que el derecho del pueblo es superior al derecho de herencia. Si el pueblo no quería a este rey, no podía subir al trono.
La monarquía sería un contrato entre el rey y el pueblo, y el deber del rey sería cumplir con lo estipulado en el contrato al igual que el pueblo cumpliría el trato mediante su obediencia.

### La justa autoridad de una república cristiana sobre reyes heréticos e impíos
La justa autoridad de una república cristiana sobre reyes heréticos e impíos, de autor anónimo, ataca a Enrique de Navarra y defiende la soberanía popular. Añade que el conjunto del reino católico impide que un herético llegue al trono y si llega, el pueblo tiene derecho de rebelión contra el monarca.
Estos libros desarrollan teorías a favor de convocar los Estados Generales, ya que estos representan al pueblo francés y debía de ser un órgano de expresión independiente del rey. Por eso se decía que los Estados Generales tenían que elegir a los gobernantes de las provincias, y no el rey.

## Consecuencias
A la muerte de Carlos I de Borbón (arzobispo de Ruan), elegido por los católicos como rey en detrimento de Enrique, el Duque de Mayenne, miembro de la familia Guisa, intentó convocar los Estados Generales para que se eligiera un candidato católico al trono, pero esta elección no llegó a su fin dado que Enrique IV de Navarra tomó la decisión de convertirse al catolicismo en 1593 evitando así los conflictos con la Liga. Enrique IV se convierte de esta forma en el primer Borbón en llegar al trono de Francia. Este mantendrá una política de conciliación para con la familia Guisa, otorgándole a sus miembros cargos y grandes cantidades de dinero para enfriar sus ánimos y la hostilidad hacia su persona.
De este modo para unir a hugonotes y católicos el nuevo monarca decidió buscar un enemigo exterior en 1595, España. La guerra solo duró 3 años y terminó en tablas en la «Paz de Vervins». Esta guerra le sirvió en realidad para unir los frentes políticos de Francia. En 1601 logrará firmar la paz con el Ducado de Saboya, que mantuvo la guerra unos años más.
Para evitar que los hugonotes piensen que el rey les ha traicionado al convertirse al catolicismo, este aprobó el «Edicto de Nantes» (que coincide con la Paz de Vervins), y por el cual ofrece varias concesiones a los hugonotes:
- Garantiza la tolerancia de culto en determinadas ciudades.
- Permite la posibilidad de que tengan libertad de conciencia.
- Se establecen plazas fuertes de seguridad hugonotes.
- Y mediante un acuerdo secreto, los hugonotes podían tener guarniciones propias.

Por lo tanto Enrique IV de Navarra conseguirá la paz entre hugonotes y católicos intransigentes, y sobre todo terminar con la Guerras de Religión.
- Datos: Q5492970